# 天国は待ってくれる (2007年の映画)
『天国は待ってくれる』（てんごくはまってくれる）は、2007年の日本映画。主演は井ノ原快彦。監督は土岐善將。

## あらすじ
東京・築地の小学校に通う薫と武志のクラスに転校生の宏樹がやってきた。宏樹の父親が昔住んでいたこともあり、意気投合した3人は築地でともに時を過ごし、大人になっても変わらない「永遠の友情」を誓い、働く場所も「聖三角形」にしようという。
武志は築地市場、宏樹は朝日新聞社、薫は銀座の文鳩堂で働く。ある日突然、薫に武志がプロポーズする。宏樹は戸惑いつつも祝福し、薫は忸怩たる思いを残しつつ、プロポーズを受け入れる。
式の日取りが決まって指輪を渡す日、武志は仕事中に交通事故に遭い、昏睡状態になる。宏樹と薫は武志の病室に通い続ける。
3年の時が過ぎる。残された2人の様子を見続けていた武志の育ての親である上野は、独り身で居続ける薫の姿に心を痛めていた。上野に「武志に代わって薫を幸せにしてやってくれ」と頼まれる宏樹はずっと抱き続けてきた思いを告白し、プロポーズをして皆から祝福を受ける。その時、武志が長い昏睡から覚めるが記憶はない。リハビリの途中で指輪を見つけ、上野から事情を聞く。再び倒れ、あと1か月と言われる。本人は「結婚式が見たいんだ、お前らの」といい、喫茶店で式を挙げた二人を祝福しつつ、気を失っていく。

## キャスト
- 西岡宏樹：井ノ原快彦
- 中野薫：岡本綾
- 上野武志：清木場俊介
- 新谷先生：石黒賢
- 上野美奈子：戸田恵梨香
- 西岡忠夫：中村育二
- 中野昌二：佐々木勝彦
- 上野耕助：蟹江敬三
- 中野春子：いしだあゆみ

## スタッフ
- 監督：土岐善將
- 原作・脚本：岡田惠和
- 音楽：野澤孝智
- 主題歌：井ノ原快彦「春を待とう」、清木場俊介「天国は待ってくれる」
- 製作：「天国は待ってくれる」アソシエイツ（ギャガ・コミュニケーションズ、ジェネオン・エンタテインメント、LDH、松竹、IMAGICA、デスティニー）
- 配給：ギャガ、松竹